# Patrick Fischer (Eishockeyspieler, 1975)
Patrick Fischer (* 6. September 1975 in Zug) ist ein ehemaliger Schweizer Eishockeyspieler und derzeitiger -trainer, der während seiner Karriere für die Phoenix Coyotes in der National Hockey League sowie den EV Zug, HC Lugano und HC Davos in der Schweizer Nationalliga A spielte. Fischer ist seit Dezember 2015 Cheftrainer der Schweizer Nationalmannschaft und gewann mit ihr drei Vizeweltmeister-Titel.

## Karriere

### Als Spieler
Patrick Fischer begann seine Karriere beim EV Zug, für den er in der Spielzeit 1992/93 sein Debüt in der NLA gab. 1997 wechselte er für zwei Jahre zum HC Lugano, mit dem er 1999 Schweizer Meister wurde. Im Sommer 1999 unterzeichnete er einen Vertrag beim HC Davos, für den er bis 2003 spielte und 2002 erneut die Schweizer Meisterschaft errang. Mit über 30 Jahren wagte er den Sprung nach Nordamerika und spielte dort während der Saison 2006/07 für die Phoenix Coyotes in der National Hockey League. Ausserdem kam er im Farmteam der Coyotes, den San Antonio Rampage, zum Einsatz. In 27 NHL-Spielen erzielte er vier Tore und war damit häufigster Schweizer Torschütze in der NHL, wurde aber am Ende der Saison 2006/07 von Mark Streit überholt.
Im Trainingscamp der Coyotes für die Saison 2007/08 wurde Patrick Fischer mitgeteilt, dass man ihn nicht mehr benötige, da er für die dritte oder vierte Reihe zu gut sei, aber in den ersten zwei Angriffsformationen kein Platz verfügbar wäre. Daher wollte man ihn in das Farmteam nach San Antonio schicken. Mit einem Vertragsangebot über etwa 1 Million Franken von SKA St. Petersburg kehrte er zunächst nach Zug zurück und wechselte Anfang November 2007 nach Petersburg. Am 19. November 2007 gab er sein Debüt in der Superliga für Petersburg und erzielte einen Assist gegen den HK MWD Moskowskaja Oblast.
Im Dezember 2007 wurde er vom SKA als überzähliger Ausländer freigestellt und wechselte zurück zum EV Zug. Im Frühling 2009 erklärte Fischer seinen Rücktritt vom Spitzensport. Er wurde auf der Wall of Fame des EV Zug verewigt, seine Rückennummer 21 wird beim EVZ nicht mehr vergeben.

### Als Trainer
Nach Beendigung seine Spielerkarriere begann Fischer eine Tätigkeit als Trainer und wurde im Juni 2010 vom HC Lugano als Assistenztrainer der Elite-Junioren engagiert. Noch im selben Kalenderjahr erhielt er eine Beförderung und erhielt nach der Entlassung von Philippe Bozon den Posten des Assistenztrainers beim HC Lugano. Zunächst assistierte er bis zum Saisonende 2010/11 unter Interimstrainer Mike McNamara, bevor dieser erneut den Job als Cheftrainer der Elite-Junioren erhielt. Anschliessend wurde Fischer für die Saison 2011/12 in derselben Position unter Cheftrainer Barry Smith bestätigt. Von der Saison 2013/2014 bis Oktober 2015 war Fischer Cheftrainer des HC Lugano. Ab Dezember 2015 bis vorerst Mai 2016 übernahm Fischer die Schweizer Eishockeynationalmannschaft als Cheftrainer. Das erste Turnier unter Patrick Fischer, die Arosa Challenge 2015, konnte die Schweizer Nationalmannschaft siegreich bestreiten. Bei der Weltmeisterschaft 2016 in Russland schied die Schweiz unter Fischers Leitung in der Vorrunde aus. Am 9. Juni 2016 erhielt Fischer einen Zweijahresvertrag als Nationaltrainer. Bei der WM 2017 führte er die «Nati» in den Viertelfinal, wo man gegen Schweden mit 1:3 verlor. Während der Gruppenphase hatte Fischers Mannschaft unter anderem Kanada und Tschechien besiegt. 2018, 2024 und 2025 unterlag die Schweiz unter Fischer im Final Schweden, Tschechien und den USA. Denselben Erfolg verbuchte er 2013 bereits als Assistenztrainer (Siehe dazu die unten verlinkte Website Patrick Fischers). Somit gewann Fischer in seiner Trainerkarriere bereits 4 WM-Silbermedaillen.

### International
Patrick Fischer begann schon in der Juniorenzeit, sein Heimatland bei internationalen Turnieren zu vertreten. Seine erste Berufung in die Nationalmannschaft erhielt er 1996, als er an der Weltmeisterschaft teilnahm. Insgesamt hat er 183 Länderspiele für sein Heimatland absolviert. Dabei erzielte er 37 Tore und 42 Torvorlagen.

## Erfolge und Auszeichnungen
- Schweizer Meister 1999 (mit Lugano) und 2002 (mit Davos) (als Spieler)
- Spengler-Cup-Sieger 2000 mit Davos (als Spieler)
- 2013 Silbermedaille bei der Weltmeisterschaft (als Assistenztrainer)
- Wall of Fame des EV Zug
- 2018, 2024 und 2025 Silbermedaille bei den IHF Weltmeisterschaften (als Cheftrainer)
- Trainer des Jahres 2018 und 2024

## Karrierestatistik

### International
(Legende zur Spielerstatistik: Sp oder GP = absolvierte Spiele; T oder G = erzielte Tore; V oder A = erzielte Assists; Pkt oder Pts = erzielte Scorerpunkte; SM oder PIM = erhaltene Strafminuten; +/− = Plus/Minus-Bilanz; PP = erzielte Überzahltore; SH = erzielte Unterzahltore; GW = erzielte Siegtore; 1 Play-downs/Relegation; Kursiv: Statistik nicht vollständig)

## Publikationen
- mit Doris Büchel: GAME TIME. Zwei Welten. Ein Weg. Wörterseh, Lachen 2021, ISBN 978-3-03763-124-9.